# سفارة إسبانيا في فرنسا
سفارة إسبانيا في فرنسا هي أرفع تمثيل دبلوماسي لدولة إسبانيا لدى فرنسا. تقع السفارة في وهي تهدف لتعزيز المصالح الإسبانية في فرنسا.

## وصلات خارجية
- الموقع الرسمي
- قائمة سفارات إسبانيا
- قائمة السفارات في فرنسا